# Léonce Gras
Léonce Gras (Borgerhout, 6 juni 1908 – Oostende, 5 januari 1993) was een Belgisch dirigent.
Hij is kleinzoon van Léonce Gras. Zijn oom Karel Gras was organist en componist. Hijzelf huwde zangeres Maria Pré (1919-1967), hun zoon Vincent Grass werd acteur, dochters Ann en Doris werden ballerina's bij Maurice Béjart (Ballet van de XXste Eeuw).
Zijn eerste muzieklessen kreeg hij van zijn oom Karel Gras. Daarna volgde studies aan het Koninklijk Conservatorium Brussel Bij Charles Scharrès (piano), Maurice Weynandt (zang) en August De Boeck, Raymond Moulaert, Léon Jongen (compositieleer). Hij bekwaamde zich in directie door les te nemen bij Désiré Defauw en Franz André. Na zijn studie volgde hij nog directieklassen bij Yves Nat en Stefan Askenase. Hij begeleidde als pianist diverse Belgische solisten, maar speelde ook bij Ballets Russes van Sergei Diaghilev. Hij trad in 1929 toe tot het gezelschap van de Vlaamse Opera in Antwerpen en verbleef er drie jaar als repetitor. Vanaf 1937 was hij werkzaam bij het Nationaal Instituut voor de Radio-omroep (NIR) , eerst in de functie van koordirigent, vanaf 1944 orkestdirigent en vanaf 1953 directeur van de muziekdienst. Naast die functies was hij ook docent (transpositie en muzieklezen) aan het eerder genoemde conservatorium.
Gras werd bekend vanwege zijn uitvoeringen van lyrische werken en oratoria of die nu terug te voeren waren op de barok of de klassieke muziek van de 20e eeuw. Zo wisselde hij werken van Johann Sebastian Bach af met bijvoorbeeld A child of our time van Michael Tippett. Ook Belgische repertoire ontbrak niet op zijn lessenaar met werken van Peter Benoit (oratorium De Rhijn) en Edgar Tinel. Van hem zijn opnamen bekend die gesponsord werden door het Ministerie van Nederlandse Cultuur, platenlabel Cultura. Voor zijn promotie van Belgische componisten ontving hij in 1979 de Fugatrofee van de Unie van Belgische Componisten.
Op 15 december 1960 leidde hij het koor en orkest van de BRT tijdens het huwelijk van koning Boudewijn van België en Fabiola Mora y Aragón.
Van zijn hand verscheen ook een aantal composities zoals Aan een kind, Aan de vriendschap, Het woud, Le refrain de pêcheur, Marche nationale, Rêverie en L’aveugle (voor piano).
- Bibliothèque nationale de France: cb141830290 (data)
- Gemeinsame Normdatei: 13502661X
- International Standard Name Identifier: 0000 0000 5552 0290
- Library of Congress Control Number: nr89001347
- MusicBrainz: 0df1e5d6-536c-40e4-adbf-795a505b28d1
- Nationale Bibliotheek van Tsjechië: jo20241242235
- Nationale Bibliotheek van Israël: 987007320021205171
- Virtual International Authority File: 39220853
- WorldCat: E39PBJh4vykDKPmmbPmk9J9xDq